# Meu Universo
Meu Universo é o sexto álbum de estúdio, da banda Novo Som lançado em 1997.
O álbum foi gravado no estúdio Yahoo, iniciando a partir daí, a parceria do baixista e compositor Lenilton com o cantor e produtor Val Martins.
Em 2018, foi considerado o 51º melhor álbum da década de 1990, de acordo com lista publicada pelo Super Gospel.

## Faixas
(Todas as músicas por Lenilton, exceto onde anotado)
1. Meu Universo - 04:18 (Val Martins e Lenilton)
2. Não Me Deixe Te Deixar - 04:41
3. Nova Estrada - 04:32
4. Nossa História - 04:44
5. Liberdade - 04:05 (Paulinho Fazine e Lenilton)
6. Não Vivo Sem Você - 04:52 (Val Martins e Lenilton)
7. Na Batida do Seu Coração - 04:47 (Mito, Alex Gonzaga e Lenilton)
8. Vai Com Você - 04:07 (Mito e Lenilton)

## Créditos
- Lead Vocal: Alex Gonzaga
- Teclados: Mito
- Guitarra: Natinho e Sérgio Knust
- Baixo: Lenilton
- Bateria: Geraldo Abdo
- Gravação: Estúdio Yahoo